# Polinomio positivo
En matemáticas, un polinomio positivo en un conjunto dado es un polinomio cuyos valores son positivos en aquél conjunto.
Sea p un polinomio en n variables con coeficientes reales y sea S un subconjunto del espacio vectorial n-dimensional euclidiano ℝn. Decimos que:
- p es positivo en S si p(x) > 0 para toda x en S.
- p es no-negativo en S si p(x) ≥ 0 para toda x en S.
- p es cero en S si p(x) = 0 para toda x en S.

Para ciertos conjuntos S, hay descripciones algebraica de todos los  polinomios que son positivos, no-negativos, o cero en S.  Tal descripción es un positivstellensatz, nichtnegativstellensatz, o nullstellensatz. Este artículo se centrará en la primera de estas descripciones. Para la última de estas, véase Hilbert Nullstellensatz, el cual es el nullstellensatz más conocido. 

## Ejemplos de positivstellensatz (y nichtnegativstellensatz)
- Polinomios globalmente positivos y su descomposición en suma de cuadrados .
  - Cada polinomio real en una variable y con  grado par es no-negativo en ℝ si y sólo si  es una suma de dos cuadrados de polinomios reales en una variable.[1]  Esta equivalencia no se puede generalizar para polinomios con más de una variable: por ejemplo, el polinomio Motzkin {\displaystyle x^{4}y^{2}+x^{2}y^{4}-3x^{2}y^{2}+1} es no-negativo en {\displaystyle \mathbb {R} ^{2}} pero no es una suma de cuadrados de elementos de {\displaystyle \mathbb {R} [x,y]}.[2]
  - Un polinomio real en n variables es no-negativo en {\displaystyle \mathbb {R} ^{n}} si y sólo si es una suma  de cuadrados de funciones racionales reales en n variables (léase el decimoséptimo problema de Hilbert y la solución de Artin).[3]
  - Supongamos que {\displaystyle p\in \mathbb {R} [x_{1},\ldots ,x_{n}]} es homogéneo de grado par. Si  es positivo en {\displaystyle \mathbb {R} ^{n}\setminus \{0\}}, entonces existe un entero m tal que {\displaystyle (x_{1}^{2}+\ldots +x_{n}^{2})^{m}\cdot p} es una suma de cuadrados de elementos de {\displaystyle \mathbb {R} [x_{1},\ldots ,x_{n}]}.[4]
- Polinomios positivos en politopos.
  - Para polinomios de grado ≤ 1  tenemos la variante siguiente de Lema de Farkas: Si {\displaystyle f,g_{1},\ldots ,g_{k}} tienen grado ≤ 1 y {\displaystyle f(x)\geq 0}para toda {\displaystyle x\in \mathbb {R} ^{n}} que satisface {\displaystyle g_{1}(x)\geq 0,\ldots ,g_{k}(x)\geq 0}, entonces existen números reales no negativos {\displaystyle c_{0},c_{1},\ldots ,c_{k}} tales que {\displaystyle f=c_{0}+c_{1}g_{1}+\ldots +c_{k}g_{k}}.
  - Teorema de Pólya:[5] Si {\displaystyle p\in \mathbb {R} [x_{1},\ldots ,x_{n}]} es homogéneo y {\displaystyle p} es positivo en el conjunto {\displaystyle \{x\in \mathbb {R} ^{n}|x_{1}\geq 0,\ldots ,x_{n}\geq 0,x_{1}+\ldots +x_{n}\neq 0\}}, entonces existe un entero {\displaystyle m} tal que {\displaystyle (x_{1}+\ldots +x_{n})^{m}\cdot p} tiene coeficientes no negativos.
  - Teorema de Handelman:[6] Si {\displaystyle K} es un politopo compacto en un espacio Euclidiano de dimensión {\displaystyle d}, definido por las desigualdades lineales {\displaystyle g_{i}\geq 0}, y si {\displaystyle f} es un polinomio en {\displaystyle d} variables que es positivo en {\displaystyle K}, entonces {\displaystyle f} puede ser expresado como combinación lineal con coeficientes no negativos de productos de elementos del conjunto {\displaystyle \{g_{i}\}}.
- Polinomios positivos en conjuntos semialgebráicos.
  - El resultado más general es el Positivstellensatz de Stengle.
  - Para conjuntos semialgebráicos compactos, tenemos el positivstellensatz de Schmüdgen,[7][8] el positivstellensatz de Putinar,[9][10] y el positivstellensatz de Vasilescu.[11] Un punto común entre estos es que ningún denominador se necesita.
  - Para conjuntos semialgebráicos de buen comportamiento y de dimensión baja, existe un nichtnegativstellensatz sin denominadores.[12][13][14]

## Generalizaciones de positivstellensatz
Positivstellensatz también existen para polinomios trigonométricos, polinomios matriciales, polinomios en variables libres, varios polinomios cuánticos, et cétera [cita faltante].